# Роберт Джуліус Трюмплер
Роберт Джуліус Трюмплер (нім. Robert Julius Trumpler)(2 жовтня 1886 , Цюрих  — 10 вересня 1956 , Берклі, Каліфорнія, США ) — американський астроном, член Національної АН США (1932).

## Біографія
Народився в Цюриху (Швейцарія). Освіту здобув у Цюрихському і Геттінгенському університетах (1906—1910). Працював у Швейцарському геодезичному комітеті. З 1915 року працював у США, в обсерваторіях Аллегені (1915—1918) і Лікській обсерваторії (1918—1938), в 1938—1951 роках викладав у Каліфорнійському університеті в Берклі.
Основні наукові роботи присвячені дослідженню галактичних зоряних скупчень. Трюмплер визначив розміри майже 100 скупчень, відстані до них, їхній просторовий розподіл в Галактиці і виміряв променеві швидкості зірок — членів скупчень. У 1930 році на підставі вивчення видимих розмірів скупчень і відстаней до них довів існування міжзоряного поглинання світла, обумовленого присутністю в міжзоряному просторі розрідженої матерії, щільність якої зростає в напрямку до площини Галактики. Одним із перших звернув увагу на відмінності в характеристиках зоряного населення скупчень, що наразі пов'язується з відмінностями у віці скупчень. Дав класифікацію скупчень, засновану на вигляді діаграм колір — величина. Був тонким і вмілим спостерігачем. Під час повного сонячного затемнення 21 вересня 1922 в Австралії здійснив спільно з В. В. Кемпбеллом вдале спостереження релятивістського відхилення променів світла зірок поблизу диска Сонця, що було одним з перших експериментальних підтверджень загальної теорії відносності. Настільки ж широко відомі його візуальні і фотографічні спостереження Марса під час протистоянь 1924 і 1926 років. Склав першу фотографічну карту Марса за знімками, отриманих за допомогою 36-дюймового рефрактора Лікської обсерваторії.
Його ім'ям названі кратер на Місяці та Марсі.